# Notoficula
Notoficula is een geslacht van weekdieren uit de klasse van de Gastropoda (slakken).

## Soorten
- Notoficula bouveti (Thiele, 1912)
- Notoficula otagoensis Dell, 1962
- Notoficula signyensis Oliver, 1983

### Synoniemen
- Notoficula problematica Powell, 1951 => Parficulina problematica (Powell, 1951)